# العدن السفلى (حبيش)

تعديل مصدري - تعديل

العدن السفلى محلة تابعة لقرية العدن العالى، التابعة لعزلة بني شبيب بمديرية حبيش إحدى مديريات محافظة إب في الجمهورية اليمنية، بلغ تعداد سكانها 259 حسب تعداد اليمن لعام 2004.